# Михеев, Николай Михайлович
Николай Михайлович Михеев (1886, Курская губерния, Российская империя — 1968, Москва, СССР) — русский и советский библиограф, библиографовед и историк.

## Биография
Родился 15 января 1886 года[по какому календарю?] в Знаменском, в Щигровском уезде Курской губернии.
В 1905 году поступил на юридический факультет Московского университета, который он окончил в 1910 году. Служил юристом, читал лекции по истории краеведения и музейного дела в Московском городском университете Шанявского.
В 1940-х годах окончил школу садоводов в Пензе и преподавал садоводство в Пензенском сельскохозяйственном техникуме.
На протяжении многих лет работал в области библиографии и истории сельскохозяйственной литературы. Им были составлены:
- Указатель основной литературы по сельскому хозяйству : Пособие для агрономов, колхозов, совхозов, союзов с.-х. кооперации... / Составил Н. М. Михеев. — Москва : Книгосоюз, 1929. — 130 с.
- А. Д. Педашенко и его место в русской сельскохозяйственной библиографии. — 1954.
- Библиографические указатели сельскохозяйственной литературы. 1783—1954 гг. / Центр. науч. с.-х. б-ка при Всесоюз. ордена Ленина акад. с.-х. наук им. В. И. Ленина. — Москва : Сельхозгиз, 1956. — 192 с., 2 л. портр.
- Из истории русской сельскохозяйственной литературы. — Москва, 1964. — 87 с. — (Методические материалы/ Центр. науч. с.-х. б-ка ВАСХНИЛ).
- Библиографические указатели сельскохозяйственной литературы: 1783—1966 / Центр. науч. с.-х. б-ка ВАСХНИЛ. — Москва : Колос, 1968. — 232 с.

Скончался 5 февраля 1968 года в Москве.